# NGC 6503
NGC 6503 (również PGC 60921 lub UGC 11012) – galaktyka spiralna (Sc), znajdująca się w gwiazdozbiorze Smoka w odległości 17 milionów lat świetlnych od Ziemi. Została odkryta 22 lipca 1854 roku przez Arthura Auwersa. Jest to galaktyka z aktywnym jądrem typu LINER.
NGC 6503 zawiera obszary aktywnie produkujące nowe gwiazdy widoczne na zdjęciu w kolorze różowym. Galaktyka wydaje się mniejszą kopią Drogi Mlecznej, jest jednak znacznie mniejsza, jej średnica wynosi około 30 000 lat świetlnych. NGC 6503 jest położona na krawędzi ogromnej pustki nazywanej Pustką Lokalną, we wnętrzu której nie ma zbyt wielu galaktyk.